# PQ2船団
PQ2船団は、第二次世界大戦中にイギリスからソ連へ支援物資を送るために運航された3つ目の護送船団である。
船団は1941年10月13日にリバプールから出航し、10月30日にアルハンゲリスクに到着した。
この船団は6隻の商船で構成されていた。護衛は重巡洋艦「ノーフォーク」、駆逐艦「イカルス」、「エクリプス」、掃海艇5隻であった。
すべての船が無事目的地に到着した。